# Лейенбергское соглашение
Соглашение реформатских церквей в Европе, или сокращенно Лейенбергское соглашение (на англ. Agreement between Reformation churches in Europe (Leuenberg Agreement), фр. Concorde entre Eglises issues de la Réforme en Europe (Concorde de Leuenberg), обычно сокращенно LK,  экуменический документ, принятый в 1973 году в конференц-центре Лейенберг в Хёльштайне близ Листаля (кантон Базель-Ланд) Швейцарии. Целью встречи было положить конец расколу между реформатской и лютеранской церквями и наладить общение между ними, а также с объединенной церковью в Европе. Этот документ стал основой для Сообщества протестантских церквей Европы.

## Предыстория и происхождение
Спор о Вечере Господней между Мартином Лютером и Ульрихом Цвингли привел к столетнему разделению между лютеранами и реформатами в вопросах причастия. Даже после создания Евангелической церкви в Германии лютеране долгое время не приглашали реформатских христиан к совместной службе. Тезисы Арнольдсхайна о Вечере Господней, представленные в 1957 году после десятилетнего труда и дополненные в 1962-м, не нашли поддержки у лютеранских церквей. Поэтому стало очевидно, что нужно искать решение на международном уровне, присоединившись к дискуссиям, которые с 1955 года велись на европейском уровне по инициативе Комиссии по вопросам веры и устройства Всемирного совета церквей. Первая серия обсуждений (1955–1960) привела к выработке общих подходов. В то же время «Шауэнбургские беседы» (1964–1967) завершились принятием итогового доклада, где уже ставилась цель наладить общение церквей на основе «общей теологической декларации для ратификации».
С апреля 1969 года представители большинства протестантских церквей Европы трудились над декларацией. Они работали в рабочих группах и на пленарных заседаниях в Лейенберге. Летом 1970 года вышел доклад о церковном общении и разделении. В нем церковное общение описывалось как «фактическое свидетельство единства церкви, верующей во Христа». Также в докладе подробно рассматривались его предпосылки. Теологическую основу Конкордата разработал немецкий лютеранин Венцель Лофф. Он вместе с Максом Гейгером, Марком Линхардом, Иоахимом Штедтке и Хорстом Ларом считается одним из главных авторов документа. Осенью 1971 года проект Соглашения был разослан церквям-участницам. Его пересмотрели в марте 1973 года, учитывая их замечания. Из 39 теологов, голосовавших за окончательное принятие, четверо воздержались, но никто не выступил против.

## Содержание
Соглашение из 49 пунктов начинается с определения цели и предпосылок для церковного общения (Преамбула и Часть I). Затем оно раскрывает общее понимание Евангелия, в том числе крещения и Святого Причастия, и утверждает, что взаимное непризнание вероисповедных текстов Реформации больше не актуально (Часть III). На этой основе четвертый раздел провозглашает церковное общение, включающее проповедь, причастие, взаимное признание рукоположений и стремление к «максимально возможной общности в свидетельстве и служении миру» (§ 29). Реализация этого общения описана в разделах «Свидетельство и служение», «Богословское развитие», «Организационные последствия» и «Экуменические аспекты».

## Принятие
После публикации проекта и текста лютеранские церкви начали критиковать документ. Старолютеранские церкви, не участвовавшие в разработке и не приглашенные для подписания, высказали свои замечания. Теологи из немецких региональных церквей, таких как Эрнст Зоммерлат и Йорг Баур, а также из скандинавских народных церквей, включая Лейва Аалена и Туомо Маннермаа, также выразили несогласие. Епископы Герман Дицфельбингер, Оскар Закрауски и Иоганн Готфрид Мальтуш отклонили Соглашение, что замедлило его одобрение их церквями.
К апрелю 1976 года 69 из 88 церквей подписали документ. На январь 2020 года Конкордат был подписан уже 98 церквями, некоторые из которых к тому времени объединились.
Изначально стремление к укреплению общины выражалось только через богословские дискуссии. Со временем сотрудничество переросло в Содружество протестантских церквей Европы. До 2003 года оно называлось Братством церкви Лойенберга. В это сообщество вошли семь методистских церквей Европы, которые не подписывали Соглашение Лойенберга, но присоединились к нему в 1997 году по «Совместной декларации о церковном братстве».

## Примечание
1. ↑  Zitiert nach Elisabeth Schieffer: Von Schauenburg nach Leuenberg. Entstehung und Bedeutung der Konkordie reformatorischer Kirchen in Europa (= Konfessionskundliche und kontroverstheologische Studien. Band 48). Bonifatius, Paderborn 1983, ISBN 3-87088-341-3, S. A33 f.
2. ↑  Erneut veröffentlicht in Mario Fischer, Martin Friedrich (Hrsg.): Kirchengemeinschaft. Grundlagen und Perspektiven / Church Communion. Principles and Perspectives (= Leuenberger Texte 16). Evangelische Verlagsanstalt, Leipzig 2019, S. 143–158.
3. ↑  Vgl. Ulrich Asendorf, Friedrich Wilhelm Künneth (Hrsg.): Von der wahren Einheit der Kirche. Lutherische Stimmen zum Leuenberger Konkordienentwurf. Verlag Die Spur, Berlin 1973, ISBN 3-87126-121-1.
4. ↑  Leuenberg. Konkordie oder Diskordie?. — Berlin/Schleswig (Holstein), 1974. — ISBN 3-87126-204-8.
5. ↑  Vgl. Hermann Brandt (Hrsg.): Kirchliches Lehren in ökumenischer Verpflichtung. Eine Studie zur Rezeption ökumenischer Dokumente. Stuttgart 1986, S. 21–30.
6. ↑  Abgedruckt z. B. in Harding Meyer, Damaskinos Papandreou, Hans Jörg Urban, Lukas Vischer (Hrsg.): Dokumente wachsender Übereinstimmung. Sämtliche Berichte und Konsenstexte interkonfessioneller Gespräche auf Weltebene. Band 3. 1990–2001. Paderborn / Leipzig 2003, ISBN 978-3-89710-256-9, S. 778–783.